# Wybory prezydenckie w Kazachstanie w 2019 roku
Wybory prezydenckie w Kazachstanie w 2019 roku zostały przeprowadzone 9 czerwca 2019 roku w trybie przedterminowym w wyniku ustąpienia prezydenta Nursułtana Nazarbajewa. W ich wyniku władzę zdobył tymczasowy prezydent Kasym-Żomart Tokajew.
Pierwotnie wybory miały odbyć się w roku 2020. Do wyborów zarejestrowało się siedmioro kandydatów, w tym mianowany 20 marca 2019 roku, po ustąpieniu Nursułtana Nazarbajewa, nowy prezydent a wcześniej przewodniczący Senatu i współpracownik Nazarbajewa Kasym-Żomart Tokajew. Były to pierwsze wybory prezydenckie w Kazachstanie bez kandydatury Nazarbajewa, po raz pierwszy też startowała kobieta. Przed wyborami wskazywano na zwycięstwo Tokajewa będącego kontynuatorem obozu władzy.
Kandydaturę Tokajewa zgłosiła rządząca partia Nur Otan, poparcia udzielił mu też były prezydent, miejscowe gwiazdy estrady i aparat państwowy. Przed dniem wyborów na nieprawidłowości wskazywały organizacje pozarządowe. Wyborom towarzyszyły w dniu głosowania protesty na ulicach Astany i Ałmaty, zatrzymano ok. 500 osób demonstrujących pod hasłem „Tokajew nie jest moim prezydentem”. Wśród protestujących byli zwolennicy zdelegalizowanej partii Demokratyczny Wybór Kazachstanu przebywającego we Francji i ściganego w Rosji i Kazachstanie oligarchy Muchtara Abliazowa.
Według oficjalnych wyników, Kasym-Żomart Tokajew wygrał w pierwszej turze z 70,96% głosów. Frekwencja w wyborach wyniosła 77,54% uprawnionych.
Sposób przeprowadzenia wyborów skrytykowała Organizacja Bezpieczeństwa i Współpracy w Europie wskazując na „powszechne nieprawidłowości w dniu głosowania”, „brak poszanowania podstawowych swobód” czy na dominację przekazu rządzącej opcji politycznej. Według OBWE żadne wybory w historii Kazachstanu nie spełniały demokratycznych standardów.

## Wyniki
| # | Imię i Nazwisko          | Partia polityczna                                     | Liczba głosów | %      |
| - | ------------------------ | ----------------------------------------------------- | ------------- | ------ |
|   | Kasym-Żomart Tokajew     | Nur Otan                                              | 6 539 715     | 70,96% |
|   | Amirżan Kosanow          | Ruch społeczny Ult Tagdyry (kaz. „Losy Narodu”)       | 1 495 401     | 16,23% |
|   | Danija Jespajewa         | Demokratyczna Partia Kazachstanu „Ak Żoł”             | 465 714       | 5,05%  |
|   | Tołeutaj Rachimbekow     | Ludowo-Demokratyczna Partia Patriotyczna Auył         | 280,451       | 3,04%  |
|   | Amangeldy Taspichow      | Federacja związków zawodowych                         | 182 898       | 1,98%  |
|   | Żambył Achmetbekow       | Komunistyczna Ludowa Partia Kazachstanu               | 167 649       | 1,82%  |
|   | Kyrandary Sadybek Tugieł | Ruch społeczny Uly Dala (kaz. „Orły Wielkiego Stepu”) | 84 582        | 0,92%  |
|   |                          | Głosy nieważne                                        | 57 700        |        |
|   |                          | Razem:                                                | 9 274 110     | 100%   |